# 피터 다스작
피터 다스작(Peter Daszak)은 영국의 생태학자, 역학자이다.

## 같이 보기
- 전염병
- 생태학
- 소외열대질환
- 국제 보건
- 원 헬스